# Dugena
Dugena è un'azienda orologiera tedesca, nata nel 1917.

## Storia

### Il legame con Alpina
Nel 1883 Gottlieb Hauser fonda, a Bienne, Alpina (con l'originario nome Union Horolgére), che ottiene grande successo di vendite anche in Germania, dove, per assecondare le tendenze di mercato, inizia a produrre parti dei suoi orologi (per l’esattezza a Glashütte, dove attorno al 1909 apre una propria filiale produttiva). La grande richiesta di orologi nel mercato tedesco porta così Alpina a nominare tre agenti che si occupano esclusivamente del mercato tedesco: si tratta di Wilhelm Ulrich e dei fratelli Emil e Richard Rothmann. L'esperienza di Alpina in Germania si conclude, anche a causa della grande concorrenza interna, ma la filiale tedesca continua a produrre orologi, ed è così che nel 1917 ottiene piena indipendenza dall'azienda svizzera. Nel 1927 la sede viene trasferita da Eisenach a Berlino.

### La registrazione del marchio Dugena (dal 1940 a oggi)
Il marchio Dugena, viene registrato non prima del 1942 (secondo altre fonti 1945) a Darmstadt, dove viene trasferita anche la sede. Il nome Dugena significa “cooperativa degli orologiai tedeschi Alpina” (in tedesco, Deutsche Uhrmacher-Genossenschaft Alpina). Viene registrato questo nome dal momento che gli Alleati vietano ad Alpina di vendere con questo marchio i suoi orologi in Germania. Il primo logo utilizzato dal marchio riprende graficamente molto da vicino quello di Alpina, cioè un triangolo rosso con al centro un cerchio, che in seguito verrà sostituito da tre punte, prima di essere riproposto nella sua variante originale nella collezione attualmente a catalogo. Nascono le prime collezioni, come la Tresor e la Festa. L'azienda non ha mai prodotto movimenti in-house, ma si è sempre servita di quelli forniti da terze parti (il più delle volte svizzeri), come FHF, Unitas, Buren, ETA, Helvetia, Felsa, Peseux, AS, PUW e molte altre aziende, tra le quali la progenitrice Alpina.
Ben presto Dugena si afferma come una delle realtà orologiere più conosciute della Germania, diventando, assieme a Junghans, Kienzle e ZentRa, una delle aziende con più orologi realizzati.
Durante gli anni Cinquanta e Sessanta alcuni segnatempo automatici propongono la scritta sul quadrante Superautomatic (così come si può trovare scritto anche su quadranti di altri marchi, come Mido, Alsta, Candino, Camy ed altri).
Negli anni Sessanta Dugena realizza anche una linea di gioielli. Tra il 1960 e il 1970 nasce anche la collezione sportiva Tropica, che ottiene grande successo e viene proposta sul mercato per diversi decenni. In quegli stessi anni si diffonde anche un'altra collezione sportiva con cassa quadrata smussata: si tratta della linea Monza, che offre un chiaro riferimento al mondo dei motori. Nel 1967 l'azienda contava oltre 1700 dipendenti.

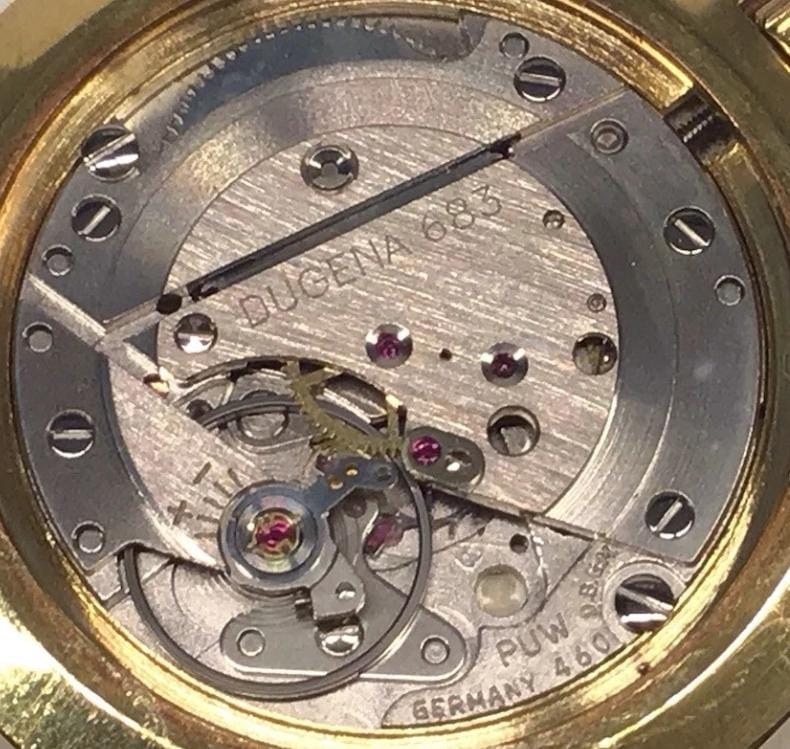
Calibro PUW 460 (ribattezzato Dugena 683) incassato in un Dugena da tasca degli anni Settanta

Negli anni Settanta il marchio viene venduto in oltre duemila negozi in tutta la Germania. In questo decennio la casa sostituisce lo storico logo con quello con tre punte. Inoltre la Maison propone a listino anche degli orologi meccanici con quadrante digitale, con ore e minuti visibili grazie a dischi rotanti e non con le classiche lancette. Ad inizio decennio, per i suoi cronografi, Dugena adotta il pregiato movimento cronografico Valjoux 72 (montato anche sui Rolex Daytona coevi), e sui più economici, ma ugualmente affidabili, Valjoux 7733 e 7734, personalizzandoli. Altri movimenti usati sono quelli realizzati da TDB.
A metà decennio Dugena stringe una partnership con l'azienda orologiera francese LIP per poter commercializzare in Germania orologi al quarzo di design realizzati dal designer industriale francese Roger Tallon: si tratta dei Dugena Lip Mach 2000. La moda degli orologi al quarzo porta la casa tedesca a realizzare anche i suoi primi segnatempo con display a cristalli liquidi. La ricerca dello stile si concretizza anche nella produzione di segnatempo con cassa trasparente. L'innovazione del quarzo non è un problema per Dugena, che essendo una delle aziende orologiere più grandi e solide della Germania riesce a riconvertire la produzione e anche ad aumentare la forza lavoro, dal momento che a metà anni Settanta conta oltre duemila dipendenti.

Nel 1993 Dugena diventa parte di EganaGoldpfeil.

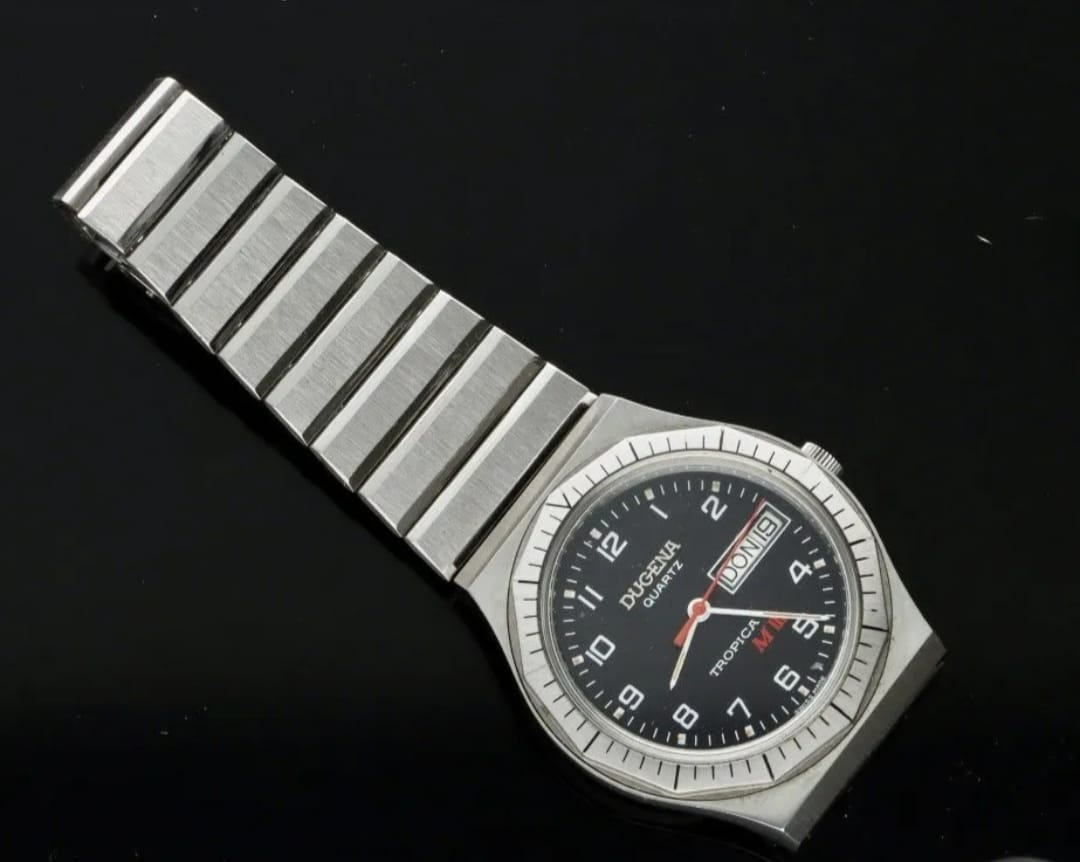
Dugena Tropica M III, 1990-2000

Nel 2009 l'azienda cambia proprietario e la sede viene trasferita a Meisenheim.
Attualmente a catalogo l'azienda propone perlopiù segnatempo al quarzo, ma ha anche una piccola selezione di orologi meccanici (ribattezzati Premium), i quali adottano il logo a tre punte che Dugena aveva creato negli anni Settanta, che montano perlopiù movimenti di fornitura asiatica a marchio Miyota e Seagull, personalizzati dalla casa tedesca.